# Ursus (birra)
Ursus è una marca di birra rumena. Il birrificio ha sede a Cluj-Napoca, dov'è stata fondata nel 1878.

## Storia
Viene creata la fabbrica di Cluj-Napoca nel 1878, ad opera della Fabrica de bere Timișoreana fondata nel 1718.
Dal 2017 fa parte del gruppo giapponese Asahi Breweries.

## Slogan
Come slogan ha: Ursus, Regele berii în România! (Ursus, il Re delle birre in Romania!).